# Napoleon: Total War
Napoleon: Total War é um jogo de computador desenvolvido pela produtora Creative Assembly. O jogo foi lançado em 2010. Este é o sexto jogo da série Total War.
Neste jogo, o jogador controla o general e imperador francês Napoleão Bonaparte. Esta nova entrega de série supõe uma espécie de "expansão independente" do Empire: Total War, porém é um jogo a parte, não sendo necessário possuir o Empire para instala-lo. O jogo se situa temporalmente nas campanhas históricas da França Napoleônica, particularmente naquelas que foram comandadas por Napoleão em pessoa, permitindo, como nos títulos anteriores, jogar campanhas imperiais de estratégia por turnos combinadas com batalhas tácticas em tempo real.

## Jogabilidade
O modo de jogo para um jogador, do Napoleon: Total War, oferece três mapas de campanha independentes: Itália, Egito e Europa, nos quais o jogador deverá reviver as campanhas históricas disputadas pelo "Grande Corso", na vida real. Sobre isso, é interessante assinalar que os turnos são mais curtos temporalmente, já que as campanhas são muito mais rápidas, tal como ocorreu  historicamente. Ademais, é oferecida a possibilidade de guerrear batalhas históricas, como nas  anteriores entregas, em uma série de batalhas de assédio, predefinidas, e um editor que permite jogar batalhas personalizadas.
No modo multijogador, é possível jogar as campanhas imperiais, como também, as batalhas históricas, os assédios e as personalizadas. Da mesma forma, como ocorre no Empire, é possível jogar os combates navais.
Tendo em vista que historicamente, tratasse do mesmo lapso temporal, entre Napoleon e Empire, o sistema de combate é quase idêntico, não obstante foram adicionadas algumas melhorias gráficas, sobre tudo ao que se refere na ambientação e nas animações dos combates.

### Conteúdo paradownload
O primeiro conteúdo descarregável para Napoleon, o Imperial Guard Pack, foi lançado em 26 de março de 2010, de forma gratuita. Acrescentou ao jogo, várias novas unidades, como Lanceiros Polacos, a Guarda Imperial de Napoleão e uma versão alternativa do cenário de Batalha de Waterloo, com os britânicos como a facção jogável.
O segundo conteúdo que a The Creative Assembly lançou, foi o Coalition Battle Pack em 6 de maio de 2010. Ele contém seis novas unidades: Lifeguard Hussars, Coldstream Guards, Archduke Charles' Legion, Luetzow's Freikorps, Life Hussars, e a Semenovski Lifeguard. Além disso, inclui também um cenário que caracteriza a Batalha de Friedlândia.
Em 25 de junho de 2010, foi lançada a campanha para download: The Peninsular Campaign.
Um dos recursos anunciados para Napoleon: Total War foi um editor de uniformes. Após a liberação, a Creative Assembly anunciou que a liberação do editor de uniformes seria adiada. Embora não tenha sido anunciado "na caixa", foi anunciado como uma característica de todos os varejistas on-line, incluindo o Steam; e no site oficial do jogo. Cinco meses depois da liberação de Napoleon: Total War, a menção ao editor de uniformes foi retirada da lista de funcionalidades do jogo em seu site oficial, no entanto, ainda está sendo anunciada na maior parte dos varejistas online que vendem o jogo. Quase oito meses após o lançamento do jogo, Mike Simpson afirmou que o editor original de uniforme não foi feito para uso público, e que a Creative Assembly está fazendo um editor de unidades capaz de realizar, tanto a edição como a criação de novas unidades. Este editor está previsto para ser lançado no primeiro trimestre de 2011.